# Chiesa di San Lorenzo al Bagno
L'ex chiesa di San Lorenzo al Bagno è un edificio situato nel moderno abitato di Roselle, frazione comunale di Grosseto.

## Storia
La chiesa fu costruita alla metà del XVII secolo per volere del vescovo Giovanni Battista Gori Pannilini, in un'area rurale ai piedi del poggio su cui sorge il Tino di Moscona, nei pressi delle terme di Roselle.
Il luogo di culto si trovava lungo la strada che da Grosseto conduceva verso Siena, a sud dell'antica città di Roselle, oramai abbandonata da alcuni secoli; originariamente, svolgeva quasi certamente funzioni di luogo di preghiera per i viaggiatori che transitavano lungo la strada, in un luogo ancora privo di abitazioni.
Agli inizi dell'Ottocento, l'edificio subì alcuni interventi di ristrutturazione che lo suddivisero in due parti distinte, una con funzioni di oratorio e l'altra ad uso abitativo. Il luogo di culto è rimasto consacrato fino agli inizi degli anni sessanta del secolo scorso, quando fu ulteriormente ristrutturato e completamente trasformato. Da allora, le funzioni religiose del moderno abitato che, nel frattempo, si era sviluppato attorno a questa chiesa, si svolsero esclusivamente nella chiesa dell'Immacolata Concezione, costruita agli inizi del Novecento come chiesa parrocchiale della frazione.

## Descrizione
La chiesa di San Lorenzo al Bagno, sconsacrata e adibita ad altri usi, si presenta come un semplice edificio con pareti esterne interamente rivestite in intonaco.
Nel suo complesso, la struttura ha completamente perso gli originari elementi stilistici che ne identificavano l'epoca di costruzione.
L'unico elemento architettonico degno di nota, dal quale è possibile risalire alle origini del luogo di culto sconsacrato, è il caratteristico campanile a vela che si eleva sul tetto, rievocando gli elementi barocchi che contraddistinguevano, in origine, l'edificio religioso.